# Oberwampach
Oberwampach (luxembourgeois : Uewerwampech) est une section de la commune luxembourgeoise de Wincrange située dans le canton de Clervaux.

## Histoire
Oberwampach était une commune jusqu’au 1er janvier 1978 quand elle fusionna avec d’autres communes pour former la nouvelle commune de Wincrange. Le petit village a été créé en 997, environ 34 ans après la création du Luxembourg qui a été créé en 963. 

## Personnalités
- Johan Caspar von Cicignon (1625-1696), militaire et ingénieur, né à Oberwampach.